# Jonathon Trent
Jonathon Trent (ur. 5 czerwca 1984 w Los Angeles w stanie Kalifornia) – amerykański aktor filmowy i telewizyjny.

## Kariera
Po raz pierwszy trafił przed kamery w filmach krótkometrażowych - jako Flynn w dramacie Delusion (2004) z Heather Tom i komediodramacie wideo Dead Girl (2004). Następnie wystąpił w dramacie Smile (2005) z Miką Boorem, horrorze W pogoni za świtem (Pray for Morning, 2006) w roli Jessego z Udo Kierem, melodramacie Love Is the Drug (2006) z Daryl Hannah oraz melodramacie o tematyce LGBT Q. Allana Brocki Boy Culture (2006), a także w serialach, w tym Życie na fali (The O.C., 2006) i 90210 (2009).
W listopadzie 2007 trafił na okładkę „In Magazine”. Pojawił się na drugim planie w hollywoodzkich produkcjach Transformers: Zemsta upadłych (Transformers: Revenge of the Fallen, 2009) z Shia LaBeoufem i Megan Fox oraz Burleska (Burlesque, 2010) z Christiną Aguilerą, Erikiem Danem i Cher.

## Filmografia

### Filmy
- 2004: Dead Girl jako brat
- 2004: Delusion jako Flynn
- 2005: Smile jako Ted
- 2006: Alone with Her jako Matt
- 2006: Boy Culture jako Joey
- 2006: Cudowne pieski (Miracle Dogs Too) jako Francis
- 2006: Love Is the Drug jako Troy Daniels
- 2006: W pogoni za świtem (Pray for Morning) jako Jesse
- 2007: You Are Here jako Billy
- 2008: Text jako Derek
- 2008: Flu Bird Horror jako Johnson
- 2008: Fashion Victim jako Andrew Cunanan
- 2008: The Horror Vault jako Flynn Bentwood
- 2008: Woke jako Choove
- 2009: Transformers: Zemsta upadłych (Transformers: Revenge of the Fallen) jako Fassbinder
- 2010: Burleska (Burlesque) jako Damon, członek kapeli
- 2010: Downstream jako Wes Keller
- 2011: Beach Bar: The Movie jako Bob

### Seriale TV
- 2006: Życie na fali (The O.C.) jako Kyle
- 2007: Dirt jako Tommy Spiro
- 2007: Rodzina Duque (Cane) jako Carlos Duque
- 2007: The Bill Engvall Show jako Casey
- 2007: Dowody zbrodni (Cold Case) jako Joe Vives-Alvarez w 1997
- 2008: CSI: Kryminalne zagadki Nowego Jorku (CSI: NY) jako Ka Blam
- 2009: 90210 jako Richard Carter
- 2012: Anatomia prawdy (Body of Proof) jako Greg Benna
- 2012: Lista klientów (The Client List) jako Grant
- 2013-2014: Nawiedzeni (The Haunted Hathaways) jako Clem